# Julius Axelrod
Julius Axelrod (30. května 1912, New York, New York, USA – 29. prosince 2004, Bethesda, Maryland) byl americký biochemik, farmakolog a neurolog.
Pracoval ve výzkumném ústavu National Heart Institute, nyní zvaném National Heart, Lung, and Blood Institute.
V roce 1970 obdržel Nobelovu cenu za fyziologii a lékařství. Cena byla udělena za práci o neurotransmiterech a s Axelrodem ji získali také Bernard Katz a Ulf von Euler. Axelrod se kromě toho zasloužil o pochopení funkce šišinky a o řadu dalších objevů. 
Rovněž se politicky angažoval v několika kauzách, například za propuštění vědců vězněných v Sovětském svazu.